# Клюсовский сельский совет (Новосанжарский район)
Клюсовский сельский совет (укр. Клюсівська сільська рада) — входит в состав
Новосанжарского района
Полтавской области
Украины.
Административный центр сельского совета находится в 
с. Клюсовка.

## Населённые пункты совета
- с. Клюсовка